# Catalina Fernández de Córdoba y Enríquez
Catalina Fernández de Córdoba y Enríquez (1495-1569) fue una noble española perteneciente a la casa de Aguilar, II marquesa de Priego y VIII señora de Aguilar de la Frontera, XI de la Casa y Estado de Córdoba, de Montilla, Duernas, Santa Cruz, El Puente de Don Gonzalo, Castillo Anzur, Carcabuey y Monturque. Fue hija primogénita de los I marqueses de Priego, Pedro Fernández de Córdoba y Elvira Enríquez.
En 1518, contrajo matrimonio con Lorenzo Suárez de Figueroa y Álvarez de Toledo, III conde de Feria, ricohombre de Castilla, Cabeza y Pariente mayor de la Casa de Figueroa, IV señor de Villalba, Zafra y La Parra, señor de Nogales, Oliva de la Frontera, Valencia del Mombuey, Salvaleón, Salvatierra, La Morera, Alconera, Almendral y Torre de Miguel Sesmero, IV de Montealegre y Meneses y alcaide de la ciudad, torres y castillo de Badajoz. El Conde era el jefe de la Casa de Feria, linaje nobiliario con enorme poder en Extremadura. Su cuerpo descansa en la Basílica de San Juan de Ávila, en Montilla. 

## Descendencia
- Pedro Fernández de Córdoba y Figueroa, nacido en 1518, fue IV conde de Feria pero no llegó a heredar el marquesado de Priego por morir antes que su madre, en 1552.

- Gómez Suárez de Figueroa y Fernández de Córdoba, nacido en Zafra en 1523. A la muerte de su hermano mayor, heredó el condado de Feria, pues su carácter agnaticio impidió que le sucediese su hija Catalina, que si se convirtió en marquesa de Priego. Fue creado duque de Feria por Felipe II en 1567.

- Alfonso Fernández de Córdoba y Figueroa, I marqués de Villafranca y marqués consorte de Priego por su matrimonio con su sobrina Catalina.

- María Suárez de Figueroa y Fernández de Córdoba, duquesa de Arcos por su matrimonio con Luis Ponce de León y Téllez-Girón.

- Antonio Fernández de Córdoba y Figueroa, cardenal y canónigo de la catedral de Córdoba.

- Lorenzo Súarez de Figueroa y Fernández de Córdoba, obispo de Sigüenza.

| Predecesor: Pedro Fernández de Córdoba | Marquesa de Priego 1517 - 1569 | Sucesor: Catalina Fernández de Córdoba |

- Datos: Q5758124